# Will Champion
William Champion, né le 31 juillet 1978 à Southampton (Angleterre), est un musicien, auteur-compositeur et chanteur britannique. Il est surtout connu comme batteur et percussionniste du groupe de rock Coldplay. Élevé à Southampton, il a appris à jouer de nombreux instruments durant sa jeunesse, influencé par Nick Cave, Bob Dylan, Tom Waits et la musique folk irlandaise traditionnelle. Son style de batterie énergique met l'accent sur les éléments essentiels des chansons, et il assure également les chœurs dans un grand nombre d'entre elles. En live dans la tournée Viva la Vida pour le CD LeftRightLeftRightLeft, il se risque même comme chanteur principal, s'accompagnant à la guitare acoustique, dans le titre Death Will Never Conquer, ou encore dans ALiEN HiTS/ALiEN RADiO dans l'album Moon Music.
Will Champion possède un diplôme de niveau 2:1 en anthropologie de l'University College London, où il a complété la formation de Coldplay avec Chris Martin, Jonny Buckland et Guy Berryman. Le groupe a signé avec Parlophone en 1999 et a connu un succès mondial avec Parachutes (2000) et les albums suivants. Il a remporté sept Grammy Awards, neuf Brit Awards ainsi qu'un doctorat honorifique en Musique pour sa contribution à Coldplay. Ayant vendu plus de 100 millions d'albums dans le monde, ils sont le groupe le plus populaire du XXIe siècle.
Il a participé à l'épisode des noces pourpres dans la série télévisée Game of Thrones.

## Carrière

### Coldplay
Will Champion a été le dernier membre à rejoindre le groupe en 1998. Il a expliqué que Chris Martin, Jonny Buckland et Guy Berryman sont venus chez lui parce que son colocataire possédait une batterie et était un bon batteur, mais ce dernier n’était pas disponible, "alors j’ai simplement dit que j’allais essayer". Ils ont enregistré la session, et il a finalement été invité à rejoindre le groupe malgré son expérience limitée. En 1999, il a été temporairement renvoyé du groupe par Chris Martin après des discussions animées concernant ses compétences en tant que batteur : "Trois jours plus tard, le reste du groupe était misérable, [...] nous lui avons demandé de revenir. Ils m’ont fait boire beaucoup de vodka et de jus de canneberge en souvenir de l’affreux personnage que j’avais été" . Cet incident a inspiré "Trouble", écrite comme une excuse pour lui .
Chez Coldplay, Will Champion est souvent considéré comme la voix de la raison du groupe, Martin déclarant : "Quand je pense à lui, je pense à quelque chose de solide et de granit. Comme la base d’une statue. Sans cela, tout s’effondre". Lors de réponses aux questions des fans, les autres membres ont ajouté qu'il "a vraiment une tête sur les épaules et lorsqu'il s'agit de prendre des décisions, il est très bon pour exprimer des points valides et garder tout le monde concentré. Il a souvent le vote décisif, et sa décision peut parfois l'emporter sur le consensus". Ils louent également son talent multi-instrumental, le décrivant comme un "jukebox humain". Bien que Jonny Buckland et Guy Berryman aient participé aux chœurs, Will Champion reste le plus présent, comme en témoigne le Viva la Vida Tour (2008–2010), où il a interprété "Death Will Never Conquer". Sa version de la chanson a été incluse dans LeftRightLeftRightLeft (2009). Il assure également le chant principal sur "The Goldrush" publiée en face B de "Life in Technicolor II", In My Place Live in Buenos Aires  et "Angelsong". Ce dernier titre apparaît sur Moon Music (2024), à la fois séparément et dans "ALiEN HiTS/ALiEN RADiO" (symbolisé aussi par 🌈).

### Autres projets
Will Champion a participé au premier album du claviériste de a-ha, Magne Furuholmen, intitulé Past Perfect Future Tense (2004), aux côtés de Guy Berryman. En 2011, le batteur a participé à une vidéo pour la campagne Beat for Peace, qui "appelait les dirigeants mondiaux à prendre des mesures diplomatiques urgentes" et "prévenir le retour d'un conflit généralisé au Soudan". Il a également fait une apparition en tant que musicien de la noce sanglante dans l'épisode "The Rains of Castamere" de Game of Thrones, diffusé le 2 juin 2013. L'année suivante, il a collaboré à l'album commun de Brian Eno et Karl Hyde, Someday World (2014). Will Champion soutient également le magazine de gastronomie et de vin Noble Rot, devenant un investisseur dans les restaurants portant ce nom. En 2017, il a visité l'Université de Southampton pour discuter avec des étudiants en musique de composition, d'enregistrement en studio, de performances en direct et de gestion de la célébrité. Avec Jonny Buckland, le batteur a assisté Jodie Whittaker dans sa reprise de "Yellow" pour l'album BBC Children in Need en 2019. Par ailleurs, il a participé au DrumathonLIVE, un événement caritatif visant à collecter des fonds pour la santé mentale des enfants. En 2023, il a reçu un doctorat honorifique en musique de l'Université de Southampton.

## Style musical

### Équipement
La première batterie de Champion était une Yamaha 9000. L'entreprise lui a fourni divers kits personnalisés en érable au fil des ans. Depuis le Head Full of Dreams Tour (2016–2017), son équipement comprend une grosse caisse de 22"x16", un tom alto de 13"x9", un tom basse de 16"x15", plusieurs caisses claires et des cymbales Zildjian (ride K Heavy de 20", crashes A Custom Medium de 18" et charleston K Custom Dark de 14"). La plupart des performances sont réalisées avec les peaux de batterie Ambassador Coated de Remo, les baguettes en hickory 5A de Pro-Mark et un tabouret Roc-N-Soc. Il possède également trois pads électroniques et un cajón. Reconnu pour son style de batterie énergique, Champion a mentionné qu'il manquait de confiance pour jouer fort ou de manière percutante au départ, ce qui est devenu une partie de sa technique : « C'est ma marque de fabrique – attendre » et « voler la vedette à la fin ».

### Influences
Lorsqu'on lui a demandé quelles chansons de Coldplay il considère comme ses meilleures techniquement ou en termes de "ressenti", Champion a répondu qu'il était fier de celles où tout était réduit à l'essentiel, citant "Viva la Vida" comme exemple : « C'est juste une grosse caisse, une cloche et un peu de timbales ici et là, mais c'est tellement simple [...] Nous avons essayé tellement de choses différentes avec cette chanson, des rythmes à quatre temps, des rythmes rock, tout – mais rien ne fonctionnait [...] Il y a tellement de subtilités dans les violons, les mélodies et tout le reste, que je sentais qu'il fallait que ce soit simple, sans fioritures, juste pour soutenir la chanson [...] C'est ma marque de fabrique ». Il a cité Klaxons, Arcade Fire et le hip-hop parmi ses références, tandis que le deuxième album des the Pogues est son préféré de tous les temps. En 2024, il a recommandé des œuvres de Fontaines D.C. et de Grian Chatten. Ses batteurs préférés sont Ginger Baker, John Bonham et Dave Grohl.